# 杉並町
杉並町（すぎなみまち）は、東京府豊多摩郡に属していた町。

## 地理
- 河川:桃園川
- 施設:農林省蚕糸試験場（現在は蚕糸の森公園が所在）

## 歴史
- 1889年（明治22年）4月11日 - 甲武鉄道（現在の中央本線）が開通。
- 1889年（明治22年）5月1日 - 町村制施行により、高円寺村、馬橋村、阿佐ヶ谷村、天沼村、田端村および成宗村が合併し、東多摩郡杉並村が発足する。
- 1896年（明治29年）4月1日 - 東多摩郡および南豊島郡が合併し豊多摩郡となる。
- 1921年（大正10年）8月26日 - 西武軌道線（後の都電杉並線）が開通。
- 1922年（大正11年）7月15日 - 中央本線の高円寺駅および阿佐ケ谷駅が開業する。
- 1924年（大正13年）6月1日 - 町制施行し杉並町となる。
- 1932年（昭和7年）10月1日 - 和田堀町、井荻町および高井戸町とともに東京市へ編入され、杉並区が発足する[1]。

## 交通

### 鉄道路線
- 日本国有鉄道中央本線
  - - 高円寺駅 - 阿佐ケ谷駅 -
- 西武鉄道（旧） - 後の都電杉並線

### 道路
- 青梅街道 - 現在の東京都道5号新宿青梅線
- 五日市街道 - 現在の東京都道7号杉並あきる野線

## 教育
- 日本大学第二中学校
- 日本大学第二商業学校
- 杉並青年訓練所
- 杉並町立第一商業公民学校
- 杉並町立第二商業公民学校
- 杉並町立第三商業公民学校
- 杉並第一尋常高等小学校
- 杉並第二尋常小学校
- 杉並第三尋常小学校
- 杉並第四尋常小学校
- 杉並第五尋常小学校
- 杉並第六尋常小学校
- 杉並第七尋常小学校

## 出身・ゆかりのある人物
- 谷川俊太郎（詩人）

## 関連書籍
- 東京市臨時市域擴張部 『豊多摩郡杉並町現状調査』 1931年